# Ramón Quiroga
Ramón Quiroga Arancibia (ur. 23 lipca 1950 w Rosario) – peruwiański piłkarz pochodzenia argentyńskiego grający na pozycji bramkarza.

## Kariera klubowa
Karierę piłkarską Quiroga rozpoczął w rodzinnym Rosario, w tamtejszym klubie Rosario Central. W 1968 roku zadebiutował w jego barwach w argentyńskiej Primera División. W 1971 roku wraz z Rosario wywalczył mistrzostwo Argentyny. W 1973 roku odszedł do peruwiańskiego Sportingu Cristal Lima, a po 3 latach gry w tym klubie wrócił do Argentyny i został bramkarzem CA Independiente. W Independiente grał do 1976 roku.
Od 1976 roku Quiroga ponownie grał w Peru, znów w zespole Sportingu Cristal Lima. W 1979 roku osiągnął z nim pierwszy sukces, gdy wywalczył mistrzostwo Peru. W 1980 i 1983 roku znów został mistrzem kraju. W połowie 1983 roku odszedł do ekwadorskiej Barcelony, gdzie grał do połowy 1984 roku. Wtedy też wrócił do Peru i został piłkarzem Colegio Nacional Iquitos. W latach 1985–1986 występował w Universitario Lima, z którym w 1985 roku został mistrzem Peru. W 1986 roku zakończył karierę w wieku 36 lat.

## Kariera reprezentacyjna
W reprezentacji Peru Quiroga zadebiutował 9 lutego 1977 roku w przegranym 0:6 towarzyskim meczu z Ekwadorem. W 1978 roku był w kadrze Peru na Mistrzostwach Świata w Argentynie. Był tam pierwszym bramkarzem i wystąpił na nich w 6 spotkaniach: ze Szkocją (3:1), z Holandią (0:0), z Iranem (4:1), z Brazylią (0:3), z Polską (0:1) i z Argentyną (0:6). W 1982 roku został powołany przez selekcjonera Tima do kadry na Mistrzostwa Świata w Hiszpanii. Tam także był członkiem wyjściowej jedenastki i zagrał w 3 meczach: z Kamerunem (0:0), z Włochami (1:1) i z Polską (1:5). Od 1977 do 1985 roku rozegrał w kadrze narodowej 52 mecze.